# Malik Ahmad

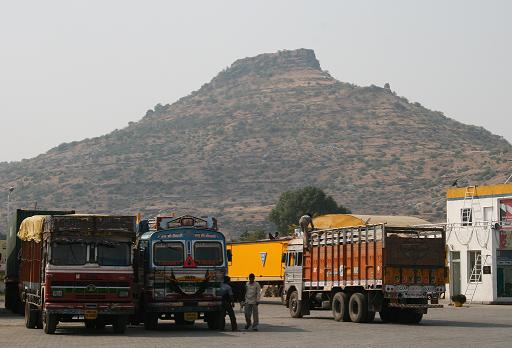
Laling-Fort

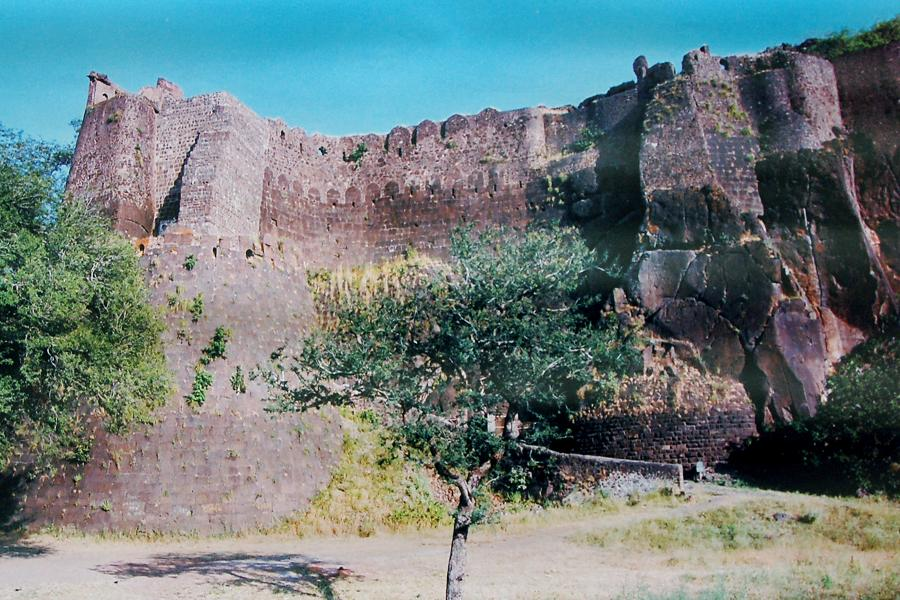
Asirgarh-Fort

Malik Ahmad (auch Malik Raja; † 1399 in Thalner) war der Gründer der Faruqi-Dynastie, die in den Jahren von ca. 1382 bis 1600 das mittelindische Sultanat Khandesh beherrschte.

## Leben
Malik Ahmad gehörte einer adligen Familie an, die am Hof des im Jahr 1206 gegründeten Sultanats von Delhi hohe Ämter bekleidete. Er selbst nahm im Jahr 1365 an einer Adels-Rebellion gegen das Bahmani-Sultanat teil, die jedoch scheiterte, so dass er fliehen musste. Er ließ sich in der Ortschaft Thalner am Fluss Tapti nieder und begleitete den Delhi-Sultan Firuz Schah Tughluq (regierte 1351–1388) bei Jagdgesellschaften im Osten Gujarats. Als Gegenleistung erhielt er im Jahr 1370 die Orte Thalner und Karanda (heute Karwand) mitsamt deren Umgebung zum Lehen und – nach dem Mansab-System – den Rang eines Kommandeurs über 2000 Soldaten. Im selben Jahr unterwarf er das kleine Sultanat Baglana, welches in der Folge Tribute an den Sultan von Delhi leisten musste. Erneut belohnte Firuz Schah Tughluq seinen Vasallen mit den Titeln „Gouverneur“ (subahdar) und „Kommandeur von 3000 Pferden“. Weitere Auszeichnungen folgten.
Im Jahr 1382 übernahm Malik Raja die volle Gewalt in seinem insgesamt eher rückständigen Herrschaftsgebiet, in welchem sich keine einzige Stadt befand. Er erweiterte das Laling-Fort und eroberte weiter östlich gelegene Gebiete um das strategisch bedeutsame Asirgarh-Fort. Weitere Feldzüge nach Gujarat scheiterten und so war er gezwungen, annektierte Gebiete zurückzugeben und sich auf sein Hoheitsgebiet zu konzentrieren. Er starb im Jahr 1399 und wurde in Thalner beigesetzt.

## Nachfolge
Sein ältester Sohn Nasir Khan (regierte 1399–1437) wurde sein Nachfolger und erweiterte das Herrschaftsgebiet des Sultanats von Khandesh.